# Templo luterano de Puerto Varas
El templo luterano de Puerto Varas es una iglesia de estilo neogótico de la ciudad homónima, en la región de Los Lagos, Chile. Construido entre 1923-1924 e inaugurada el 6 de abril de ese último año, pertenece al circuito patrimonial correspondiente a la Zona Típica de Puerto Varas y tiene la categoría de monumento histórico desde  el 24 de junio de 1992 (D. S. 290). Pertenece a la Comunidad del Sur (Südgemeinde) de la Iglesia Luterana en Chile.

## Historia
Puerto Varas fue fundada el 12 de febrero de 1854 a orillas del lago Llanquihue por colonos alemanes que migraron a esta zona durante el gobierno del presidente Manuel Montt. Estos inmigrantes edificaron su casco urbano adaptando modelos europeos a las técnicas constructivas locales; gracias a su cercana localización con Puerto Montt, esta ciudad tuvo un rápido desarrollo vinculado al comercio, y su población fue parte relevante en la formación y desarrollo del luteranismo en el sur de Chile.
En este marco, se construyó el templo que, al alero del proceso de colonización de la zona, utilizó madera y rasgos simplificados de la arquitectura neogótica: la iglesia «de volumetría sencilla y presencia austera, con elementos como bóveda, ventanas y puerta de geometría ojiva». Su tamaño alcanza los 166,1 m² construidos, mientras que la superficie declarada como patrimonial considera un total de 1206,3 m².